# Ernolsheim-lès-Saverne
Ernolsheim-lès-Saverne là một xã thuộc tỉnh Bas-Rhin trong vùng Grand Est đông bắc Pháp.